# Auke
Auke is een Friese jongensnaam die in geringere mate ook als meisjesnaam voorkomt. De herkomst is onzeker, maar komt mogelijk van de naam Aue. Doordat de naam in de kindermond lijkt te zijn ontstaan en de 'bakernamen' gebrekkig zouden zijn weergegeven ontstonden heel verschillende 'officiële' namen. Varianten van Auke zijn Aauwke (Gr.), Auwe, Auwen, Auwke, Auwko (Gr.), Ouwe en Ouke. Varianten als meisjesnaam zijn Aukelien, Aukelina, Aukje, Aauwkje (Gr.), Aukien (Dr.), Aukina, Auktje, Auwkje en Oukje. 
In de zeventiende eeuw werd de naam Aucke verlatijnst tot Augustinus. Augustinus betekent ‘verheven, eerwaardig’. Auke was tot de twintigste eeuw een veel voorkomende naam in de noordelijke helft van Nederland. In 2014 kwam de naam 4074 maal voor als eerste jongensnaam en 244 keer als meisjesnaam. In 2016 werd de naam aan 23 pasgeboren jongens gegeven.

## Bekende naamdragers
- Auke Adema, schaatser
- Auke Beckeringh van Rhijn, burgemeester
- Auke Bijlsma, raadslid
- Auke Bloembergen, jurist en hoogleraar
- Auke Bruinsma, architect
- Auke Hettema, beeldhouwer
- Auke Hulst, romanschrijver
- Auke Jelsma, kerkhistoricus
- Auke Johannes Vleer, burgemeester
- Auke Kok, sportjournalist
- Auke Komter, architect
- Auke Pattist, oorlogsmisdadiger
- Auke Scholma, dammer
- Auke Sonnega, kunstenaar
- Auke Stellingwerf, admiraal
- Auke Sybenga, verzetsstrijder
- Auke Zijlstra, politicus
- Auke de Boer, politicus
- Auke de Jong, hoogleraar
- Auke de Vries, beeldhouwer
- Auke van der Goot, politicus
- Auke van der Woud, historicus
- Auke van der Zweep, wapentekenaar

Vrouwelijke varianten
- Aukelien Weverling, schrijfster
- Aukje Kuypers, onderneemster
- Aukje Nauta, wetenschapster
- Aukje de Jong, sopraan
- Aukje de Vries, politica
- Aukje van Ginneken, actrice
- Aukje van Seijst, voetbalster